# Ліна (Міссісіпі)
Ліна (англ. Lena) — місто (англ. town) в США, в окрузі Лік штату Міссісіпі. Населення — 157 осіб (2020).

## Географія
Ліна розташована за координатами 32°35′38″ пн. ш. 89°35′41″ зх. д. / 32.59389° пн. ш. 89.59472° зх. д. (32.593972, -89.594813).  За даними Бюро перепису населення США в 2010 році місто мало площу 4,30 км², уся площа — суходіл.

## Демографія
Згідно з переписом 2010 року, у місті мешкало 148 осіб у 65 домогосподарствах у складі 47 родин. Густота населення становила 34 особи/км².  Було 91 помешкання (21/км²).
Расовий склад населення:
| - 87,2 % — білих - 11,5 % — чорних або афроамериканців - 1,4 % — корінних американців |

До двох чи більше рас належало 0,0 %. Частка іспаномовних становила 0,0 % від усіх жителів.
За віковим діапазоном населення розподілялося таким чином: 20,9 % — особи молодші 18 років, 54,1 % — особи у віці 18—64 років, 25,0 % — особи у віці 65 років та старші. Медіана віку мешканця становила 44,3 року. На 100 осіб жіночої статі у місті припадало 114,5 чоловіків;  на 100 жінок у віці від 18 років та старших — 91,8 чоловіків також старших 18 років.
Середній дохід на одне домашнє господарство  становив 50 162 долари США (медіана — 39 250), а середній дохід на одну сім'ю — 76 758 доларів (медіана — 63 125). За межею бідності перебувало 13,5 % осіб, у тому числі 0,0 % дітей у віці до 18 років та 19,1 % осіб у віці 65 років та старших.
Цивільне працевлаштоване населення становило 72 особи. Основні галузі зайнятості: освіта, охорона здоров'я та соціальна допомога — 30,6 %, публічна адміністрація — 16,7 %, виробництво — 11,1 %, сільське господарство, лісництво, риболовля — 11,1 %.